# Sant Salvador de Massoteres
Sant Salvador de Massoteres és l'església parroquial de la vila de Massoteres (Segarra) inclosa en l'Inventari del Patrimoni Arquitectònic de Catalunya. L'edifici que data de la fi del segle xviii, s'ha feten estil barroc auster, que contrasta amb la rica tradició ornamentista de la resta de l'estat.

## Descripció
Església feta de paredat. S'hi accedeix per un mur lateral. La portada és d'arc escarser, i té a les dues bandes, una pilastra. Rematant hi ha una cornisa que queda guarnida en la part superior per dues volutes en relleu i a la part central, una fornícula amb la data inscrita de 1832. En aquesta mateixa façana, a la part esquerra, hi ha dues finestres emmarcades per carreus regulars de pedra. La torre del campanar, se situa a la façana sud. Presenta una base quadrada i té dos cossos, té forma octogonal.
A l'interior podem observar quatre capelles laterals, n'hi ha dues per lateral. L'altar es caracteritza per tenir una conquilla, i als peus hi ha el cor. La cobertura tant de la nau central, com de les capelles, és de volta de canó. Els colors predominants a l'interior, són el blanc i l'ocre. El paviment està fet de rajola.

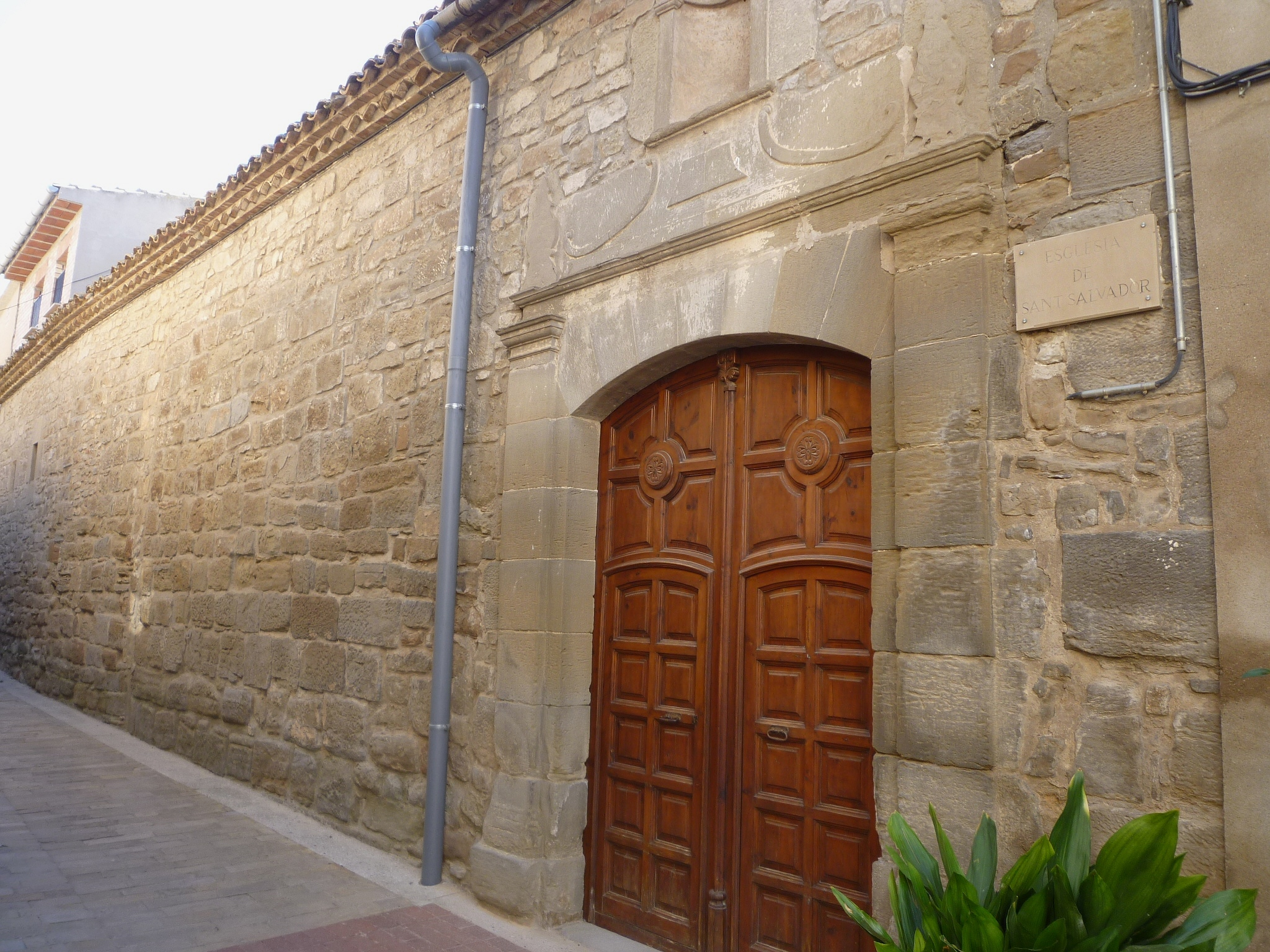
Porta d'accés

## Història
El lloc de Massoteres és esmentat en la documentació l'any 1040. L'església data de la darreria del segle xviii, tot i que no hi ha cap document que demostrat la data exacta. Era una època de recuperació econòmica i d'expansió demogràfica.
Fou, des dels orígens i fins a la darreria del segle xix, una sufragània de Sant Pere de Talteüll. Com aquesta, va restar vinculada al bisbat d'Urgell fins a la creació de la diòcesi de Solsona al final del segle xvi. És probable que, com l'església de Talteüll, Sant Salvador fos també una possessió de la Canònica de Santa Maria de Solsona.
El 1r de febrer de 1897 l'església de Massoteres fou elevada a categoria de parròquia pel bisbe Ramon Riu i Cabanes i Sant Pere de Talteüll en va esdevenir una sufragània. L'actual temple encara conserva l'orientació tradicional, malgrat que l'edifici es bastí al segle xviii.